# Krinolinenmode

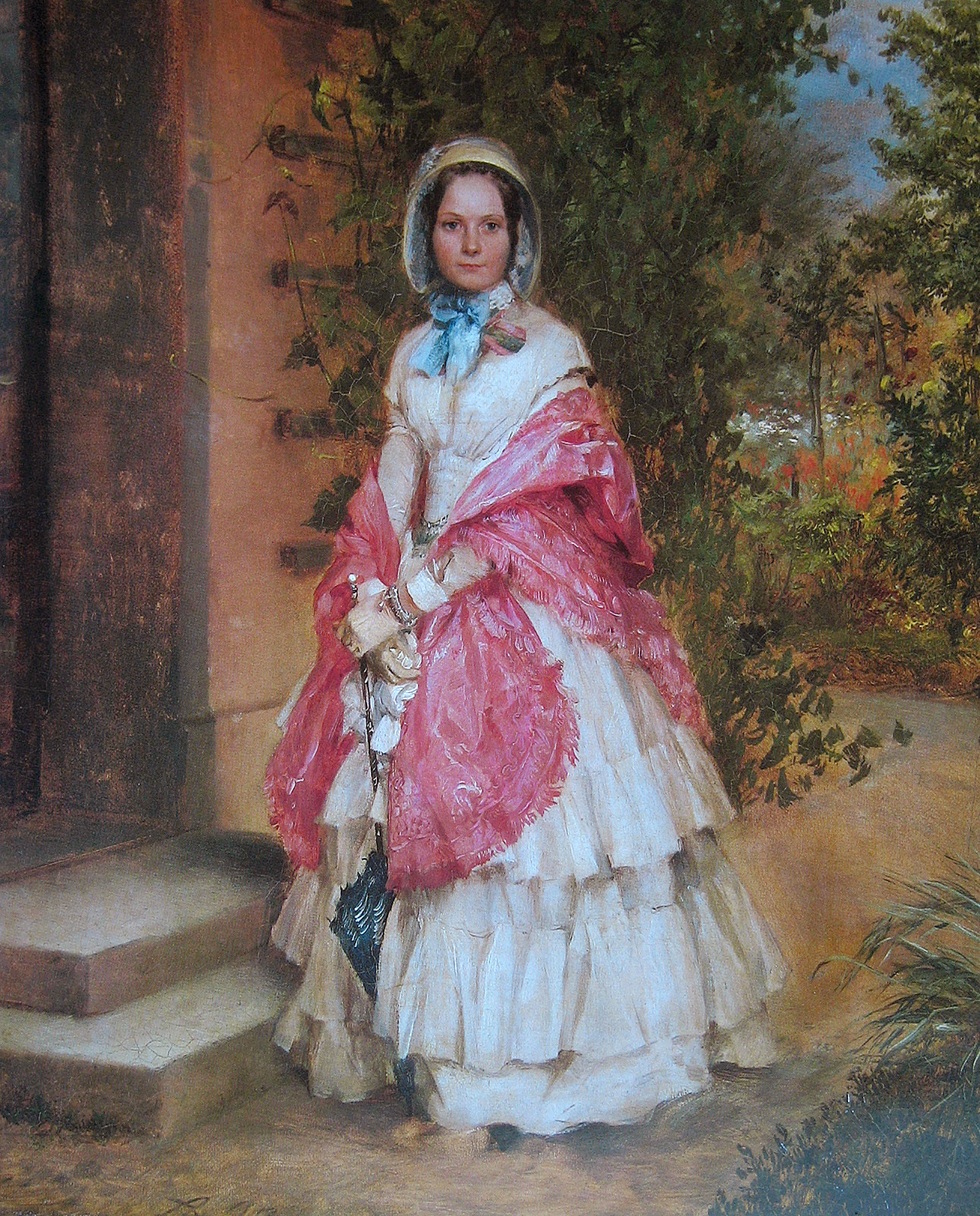
Clara Schmidt von Knobelsdorff mit Kaschmirschal und Sonnenschirm; Adolph von Menzel, 1848

Die Zeit der Krinolinenmode von 1842 bis etwa 1870 ist als durchgehende Epoche anzusehen, deren Anfang von der Einführung der Krinoline markiert wird. Der Unterrock bestand zunächst aus mit Rosshaar verstärktem Gewebe und löste das bis dahin übliche Tragen mehrerer Stoffunterröcke ab. Der Rock erhielt dadurch eine Kuppelform, die die Mode bis in die 1860er Jahre bestimmte. Die Silhouette geht eigentlich auf die Mitte des 16. Jahrhunderts gebräuchlichen Reifröcke zurück, die schon in der ersten Hälfte des 18. Jahrhunderts wieder vermehrt aufgetaucht waren.  Als Hut waren immer noch die Schute und das Kapott aktuell; im Sommer konnte es auch ein breitrandiger Strohhut sein (siehe Florentinerhut). Die Frisuren wurden gegenüber dem Biedermeier wesentlich schlichter zu einem Nackenknoten (Chignon) mit seitlichen Korkenzieherlocken frisiert.

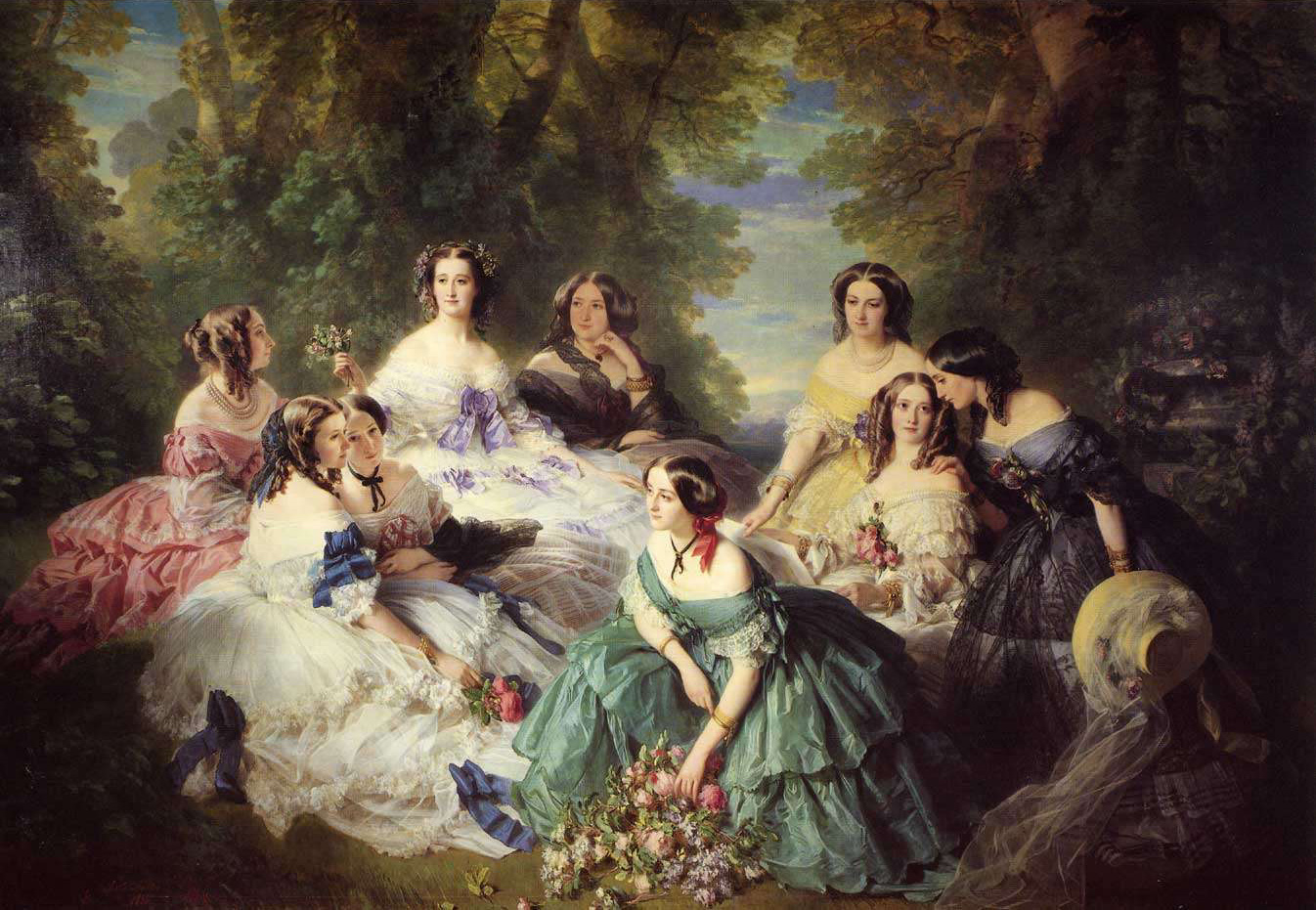
Kaiserin Eugénie von Frankreich mit ihren Hofdamen; Franz Xaver Winterhalter, 1855

Die Verzierungen an den Kleidern hielten sich um 1840 noch in Grenzen, vielleicht etwas Stickerei, Falten und Biesen an der Taille. Mit der Zeit nahm jedoch der Aufputz in Form von Spitzen und Volants wieder zu. Die Schultern waren schmal, und die halben Ärmel endeten in Spitzenmanschetten. Die immer offensichtlicher werdende Ähnlichkeit mit den Reifrockkleidern um 1750 und die vielfach verarbeiteten farbigen Seidenstoffe verliehen auch der Mode dieser Zeit den schon im Kunstgewerbe gebräuchlichen Beinamen „Zweites Rokoko“. Mantillen sowie Wiener- oder Kaschmirschals trugen zusätzlich zum lebhaften Erscheinungsbild bei.
Pelz fand in dieser Zeit als Verbrämung des Capemantels sowie von kurzen Jacken statt. Der Capemantel begleitete die Krinolinenmode bis zu ihrem Höhepunkt, das pelzverbrämte Jäckchen noch darüber hinaus.
Die Herrenmode wurde in dieser Zeit eintönig in Farbe und Form. Der im Biedermeier übliche Zylinder war genauso wie der Frack nur noch bei feierlichen Anlässen zu sehen. Stattdessen trug man Jacketts in dunklen Farben mit Streifen- oder Karomustern; nur die Westen blieben anfangs noch bunt. Wichtig waren blendend weiße Kragen und Manschetten. Als Hut trat im Alltag die steife Melone an die Stelle des Zylinders.